# Princesse Peau-de-Souris

Princesse Peau-de-Souris est un conte retranché des frères Grimm, supprimé à partir de la deuxième édition des Contes de l'enfance et du foyer  à cause de sa trop grande ressemblance au conte Peau d'âne. Il est classé CR 12 dans la classification des contes retranchés établie par Natacha Rimasson-Fertin. Il occupait la place du KHM 71, celle du conte Six à qui rien ne résiste.

## Résumé
Un jour, un roi demande à ses trois filles qui l'aime le plus. L'aînée répond qu'elle l'aime plus que le royaume tout entier, la cadette dit qu'elle l'aime plus que toutes les pierres précieuses du monde et la benjamine affirme qu'elle l'aime plus que le sel. Cette révélation de la part de la plus jeune des princesses entraîne une condamnation à mort de la part de son père.
Un serviteur a pour ordre de conduire la princesse dans la forêt et de la tuer là-bas. Mais la princesse le supplie de l'épargner et après avoir avoué qu'il n'aurait jamais été capable d'exécuter un tel ordre, lui confectionne sur ses ordres une robe en peau de souris.
La jeune fille arrive à la cour d'un royaume voisin. Connue à présent sous le nom de Peau-de-Souris, elle se fait passer pour un homme pour devenir le valet de chambre du roi. Peau-de-Souris doit retirer les bottes du roi, qui les jette ensuite à la figure.
Un jour, on trouve une bague appartenant à la jeune princesse. Les serviteurs pensent que Peau-de-Souris l'a volée, mais elle révèle sa véritable identité et épouse le roi.
Le père de la princesse est invité à son mariage, où tous les plats sont cuisinés sans sel.  Dégoûté, il déclare qu'il préfère mourir. La reine lui révèle alors qu'elle est sa fille, bien vivante, et qu'elle trouve ce dégoût pour les plats sans sel étrange, pour quelqu'un qui a voulu la tuer à cause d'un amour paternel plus gros que le sel. Le roi lui demande pardon et se met à l'aimer plus que son royaume et toutes les pierres précieuses réunies.

## Similitudes
Ce conte présente de grandes similitudes avec La Gardeuse d'oies à la fontaine, autre conte des frères Grimm publié beaucoup plus tard, lors de la cinquième édition des Contes de l'enfance et du foyer. En effet, dans ce conte, la cadette est rejetée par son père pour lui avoir dit qu'elle l'aime comme le sel. Une autre similitude évidente se trouve avec le conte de Blanche-Neige. La princesse est condamnée à mort par le roi (son père), elle est envoyée dans la forêt pour y être exécutée, Elle supplie d'être épargnée et le serviteur ne la tue pas et l'aide ainsi à s'échapper.
Le fait que l'héroïne éponyme du conte porte également un vêtement en peau d'animaux rappelle le célèbre conte Peau d'âne de Charles Perrault, où la peau est celle d'un âne et Toutes-Fourrures, version allemande (des Grimm) de ce conte français, où l'héroïne porte un manteau fait de peaux de milliers d'animaux.